# Gilbert mac Domnaill
Gilbert mac Domnaill (mort en 1322), est le 6e roi d'Uí Maine issu de la lignée des Ó Ceallaigh (anglicisé en  O' Kellys)  il règne de 1307 à sa déposition en 1315 puis de 1318 à sa mort.

## Contexte
Gilbert mac Domnaill est l’aîné des cinq fils de   Domnall mac Conchobair nés de ses diverses épouses.Il succède à père en 1307.
Le royaume d'Uí Maine se trouve impliqué dans la querelle de succession qui déchire le royaume de Connacht et oppose Ruaidri mac Cathail Ruaid Ua Conchobair et Felim mac Aeda Ua Conchobair Gilbert est chassé de son trône par son demi-frère Tadhg mac Domnaill partisan de Felim. Après la mort de ce dernier et de Tadhg lors de la bataille d'Athenry il ne retrouve son royaume qu'après la mort du frère et successeur de Tadhg;  Conchobar mac Domnaill tué à son tour, lors combat de Fasa où s'opposent divers dynastes du Connacht menés par Maelruanaid Mac Diarmata, roi de Moylurg à Cathal mac Domhnaill Ua Conchobair qui est victorieux. Gilbert meurt en 1322 

## Postérité
Gilbert laisse deux filsː
- Diarmaid mac Gilbert 12e roi d'Ui Maine vers 1340-1349
- Tomás [I] mac Gilbert  (mort en 1378)  évêque de Clonfert du 14 octobre 1347 à sa mort.

## Source
- (en) T.W Moody, F.X. Martin et F.J. Byrne, A New History of Ireland IX Maps, Genealogies, Lists. A companion to Irish History part II, Oxford, Oxford University Press, 2011, 690 p. (ISBN 978-0-19-959306-4).